# American Music Awards de 1994
O American Music Awards de 1994 ocorreu em 7 de fevereiro de 1994, no Shrine Auditorium, em Los Angeles, nos Estados Unidos. A cerimônia foi apresentada pelo cantor e ator estadunidense Meat Loaf, pela cantora estadunidense de musica country Reba McEntire, e pelo rapper e ator norte-americano Will Smith. A premiação reconheceu os álbuns e artistas mais populares do ano de 1993.
A cantora norte-americana Whitney Houston foi a grande vencedora da noite, ganhando sete dos oito prêmios aos quais fora indicada, além de ter sido agraciada o com o Prêmio de Mérito naquela noite.

## Performances
| Artista                          | Canção                                                                    | Apresentado por          |
| -------------------------------- | ------------------------------------------------------------------------- | ------------------------ |
| Toni Braxton                     | "Another Sad Love Song"                                                   | —                        |
| Bruce Springsteen                | "Streets of Philadelphia"                                                 | —                        |
| Snoop Doggy Dogg Dr. Dre         | "Gin and Juice"                                                           | —                        |
| DJ Jazzy Jeff & The Fresh Prince | "I Wanna Rock"                                                            | Meat Loaf Reba McEntire  |
| Whitney Houston                  | "I Loves You, Porgy" "And I Am Telling You I'm Not Going" I Have Nothing" | Reba McEntire Will Smith |

## Vencedores e indicados
Os vencedores estão listados em negrito.
| Cantor de Pop/Rock (apresentado por Meat Loaf, Reba McEntire e Will Smith)      | Cantora de Pop/Rock (apresentado por Terence Trent D'Arby)                                                                                                   |
| ------------------------------------------------------------------------------- | --- |
| - Eric Clapton - Michael Bolton - Michael Jackson - Rod Stewart                 | - Whitney Houston - Mariah Carey - Gloria Estefan - Janet Jackson                                                                                            |
| Banda/Dupla/Grupo de Pop/Rock (apresentado por Laura Innes e Shawn Mullins)     | Álbum de Pop/Rock (apresentado por New Kids on the Block) |
| - Aerosmith - Pearl Jam - U2                                                    | - O Guarda-Costas (Trilha Sonora Original) – Whitney Houston - janet. – Janet Jackson - Pocket Full of Kryptonite – Spin Doctors                             |
| Arista Revelação de Pop/Rock (apresentado por Babyface e Donny Osmond)          | Single de Pop/Rock (apresentado por Lauren Kristi e Eddie Money)                                                                                             |
| - Stone Temple Pilots - Blind Melon - SWV                                       | - "I Will Always Love You" - Whitney Houston - "Can't Help Falling in Love" – UB40 - "Whoomp! (There It Is)" – Tag Team                                      |
| Cantor de Country (apresentado por The Pointer Sisters)                         | Cantora de Country (apresentado por Aaron Tippin e Melissa Manchester)                                                                                       |
| - Garth Brooks - Vince Gill - Alan Jackson - George Strait                      | - Reba McEntire - Mary Chapin Carpenter - Dolly Parton - Wynonna                                                                                             |
| Banda/Dupla/Grupo de Country (apresentado por Barbara Mandrell e Aaron Neville) | Álbum de Country (apresentado por Faith Hill, Clay Walker e John Michael Montgomery)                                                                         |
| - Alabama - Brooks & Dunn - Little Texas                                        | - A Lot About Livin' (And a Little 'bout Love) – Alan Jackson - Hard Workin' Man – Brooks & Dunn - In Pieces – Garth Brooks - It's Your Call – Reba McEntire |
| Artista Revelação de Country (apresentado por Clint Black e Pam Tillis)         | Single de Country (apresentado por Xscape) |
| - John Michael Montgomery - Tracy Byrd - Clay Walker                            | - "Chattahoochee" – Alan Jackson - "A Bad Goodbye" – Clint Black com Wynonna - "Romeo" – Dolly Parton e Amigos                                               |
| Cantor de Soul/R&B (apresentado por En Vogue e Tony Bennett)                    | Cantora de Soul/R&B (apresentado por Naughty by Nature) |
| - Luther Vandross - Babyface - Bobby Brown - Michael Jackson                    | - Whitney Houston - Toni Braxton - Mariah Carey - Janet Jackson                                                                                              |
| Banda/Dupla/Grupo de Soul/R&B (apresentado por New Edition)                     | Álbum de Soul/R&B (apresentado por Tag Team e Kid 'n Play)                                                                                                   |
| - En Vogue - Arrested Development - SWV                                         | - O Guarda-Costas (Trilha Sonora Original) – Whitney Houston - janet. – Janet Jackson - It's About Time – SWV - Lose Control – Silk                          |
| Artista Revelação de Soul/R&B (apresentado por Cyndi Lauper e Joey Lawrence)    | Single de Soul/R&B (apresentado por Joe Walsh e Lita Ford)                                                                                                   |
| - Toni Braxton - Silk - SWV                                                     | - "I Will Always Love You" - Whitney Houston - "Dreamlover" - Mariah Carey - "That's the Way Love Goes" - Janet Jackson                                      |
| Artista de Rap/Hip-Hop (apresentado por TLC)                                    | Artista Revelação de Rap/Hip-Hop (apresentado por Color Me Badd)                                                                                             |
| - Dr. Dre - Onyx - 2Pac                                                         | - Dr. Dre - Arrested Development - Naughty by Nature |
| Artista Adulto Contemporâneo (apresentado por Salt-N-Pepa)                      | Álbum Adulto Contemporâneo (apresentado por Silk) |
| - Kenny G - Michael Bolton - Whitney Houston                                    | - O Guarda-Costas (Trilha Sonora Original) – Whitney Houston - Breathless – Kenny G - River of Dreams – Billy Joel - Unplugged...and Seated – Rod Stewart    |
| Artista Revelação Adulto Contemporâneo (apresentado por SWV)                    | Artista de Heavy Metal/Hard Rock (apresentado por Heart) |
| - Toni Braxton - Lauren Christy - Lisa Keith                                    | - Aerosmith - Metallica - Pearl Jam |
| Prêmio Artista Internacional (apresentado por Tony Bennett)                     | Prêmio de Mérito (apresentado por Stevie Wonder) |
| Rod Stewart                                                                     | Whitney Houston |